# I. Hotepheresz
I. Hotepheresz (ḥtp-ḥr=s) ókori egyiptomi királyné a IV. dinasztia idején; Sznofru fáraó egyik felesége, Hufu fáraó anyja. Egyik címéből („Az isten leánya”) úgy tűnik, egy fáraó lánya volt, valószínűleg Sznofru elődjéé, Hunié; az is lehetséges, hogy ő és Sznofru testvérek voltak.
Szarkofágját és temetkezési kellékeit, köztük gyönyörű berendezési tárgyait (lásd: Hotepheresz bútorai) 1925-ben fedezték fel a gízai nagy piramis melletti kis piramisok közelében, a G700X jelű veremsírban. Bár a szarkofágot lepecsételve találták, és a kanópuszedények is érintetlenek voltak, a múmia hiányzott a sírból. Ennek okai nem ismertek. Mark Lehner szerint a királynét eredetileg máshol temették el, de azt a sírt az ókorban kirabolták és a múmia elpusztult; akik a megmaradt tárgyakat átköltöztették a veremsírba, lepecsételték a szarkofágot, hogy a múmia hiánya ne tűnjön fel a családtagoknak. Zahi Hawass szerint Hotepheresz eredeti sírja a GIa jelű piramis – a Hufu piramisától keletre lévő három kis piramis közül a legészakibb –, bár erről az is felmerült, hogy Hufu egyik feleségének, I. Merititesznek épült.
Hotepheresz sírjában találták a legrégebbi ismert kanópuszedényeket, így lehetséges, hogy ő volt az első, akinek belsőségeit a mumifikálás során eltávolították, hogy tartósítsák. Berendezési tárgyai, melyek ma a kairói Egyiptomi Múzeumban tekinthetőek meg, másolatai pedig a bostoni Szépművészeti Múzeumban, bepillantást engednek az óbirodalmi uralkodói réteg életébe.
Címei: A király anyja (mwt-nỉswt), Felső- és Alsó-Egyiptom királyának anyja (mwt nỉswt-bỉt) Hórusz segítője (ḫt-ḥrw), Az isten vér szerinti lánya (z.t-nṯr n.t ẖt=f). Nem visel fontos királynéi címeket, mint például az „aki látja Hóruszt és Széthet”; ez alapján elképzelhető, hogy csak mellékfeleség lett, aki férje halála után, a következő uralkodó anyjaként tett szert jelentőségre.